# Jørgen Bredsdorff
Jørgen Bredsdorff (født 17. maj 1915, død 2008) var rigsrevisor fra 1976-1985.
Han blev cand.polit i 1939 og blev samme år ansat i hovedrevisorraterne i Finansministeriet, hvor han i 1952 blev kontorchef og i 1966 udnævnt til departementschef for 4. revisionsdepartement og var i hovedrevisoraterne til 1976, hvor han blev den første rigsrevisor. 
Han var medlem af ledelsen i Frit Danmarks Tjenestemandsgruppe fra 1943-46, der bl.a. udgav det illegale blad "Danske Tjenestemænd". 